# Ozsváth Attila
Ozsváth Attila (Békéscsaba, 1956. augusztus 17. – Karakorum hegység, 2002. július 24-e után) magyar hegymászó, Ozsváth András fia. A Karakorum hegység Hushe Skadru völgyében 2002. július 24-én nyoma veszett.
Ozsváth Attila a magyar hegymászás egyik valaha élt legnagyobb alakja volt.
| Ozsváth Attila                            | Ozsváth Attila                            |
| Kattints az alábbi külső linkek egyikére! | Kattints az alábbi külső linkek egyikére! |
| ----------------------------------------- | ----------------------------------------- |
| Nem található szabad kép.(?)              |                                           |
| külső link · jogvédett                    | Ozsváth Attila                            |

## Élete
Nyomdaipari szakközépiskolába járt, 1974-ben érettségit tett, majd beiratkozott a Könnyűipari Műszaki Főiskolára, ahol 1980-ban nyerte el papíripari üzemmérnöki oklevelét. Még ugyanebben az évben kezdett a Papíripari Vállalat Kereskedelmi Igazgatóságán dolgozni, mint üzletkötő. 1982-től 1987-ig az Excelsior Gmk ipari alpinistája volt. 1989-ig szabadfoglalkozású, majd az Ifjúsági Lapkiadó Vállalat műszaki szerkesztője, egészen 1991-ig.
1974 és 1977 között a VM Téri Ödön Hegymászó Szakosztály tagja, majd 1987-ig az OSC, 1987-től a Ferencvárosi TSK hegymászója volt. Egy időben a Magyar Hegy- és Sportmászó Szövetség elnökhelyettese volt.

## Kiemelkedő teljesítményei
Ozsváth Attila Szendrő Szabolccsal együtt 1989-ben a világon elsőként mászta meg a Himalája indiai részén található Kedarnath Dome 6800 méter magas sziklafalát. Két évvel később Ozsváth szintén az indiai Himalájában lett világelső Dékány Péterrel együtt a 6904 méteres Thalay Sagar északi falának megmászásával.

## Halála
Banai Tibor Péterrel együtt 2002 július havában indult el azért, hogy a Trasak Tsa nevet viselő gleccsernél több magasabb csúcsot megmásszon. Miután megmásztak egy közel 6000 méteres csúcsot, egy ötnapos túrára indultak a gleccseren. Lavina zúdult rájuk, s felszerelésük nagy részét elvesztették. Néhány tárgyat sikerült kiásniuk, majd visszamentek az alaptáborba. Innen indult el Ozsváth 2002. július 24-én, hogy megkeresse felszerelésüket és fényképezőgépét. Indulása előtt azt mondta társának, legkésőbb 2 nap múlva lesz ismét az alaptáborban. Ám a táborba sosem tért vissza. Társa 26-án indult el keresésére. Fényjeleket adott, hátha azzal tud segíteni Ozsváthnak, hogy visszataláljon. Másnap ismét keresésre indult, bejára a gleccsert, ám hiába. Július 28-án segítséget is hívott, de semmit nem sikerült találni. Banai az alaptáborban obeliszket emelt Ozsváth tiszteletére, s elindult, hogy bejelentse társa eltűnését. Iszlámábádba ment, ahol bejelentette az esetet mind a turisztikai minisztériumban, mind pedig a magyar konzulátuson.

## Cikkei
Hegymászással kapcsolatos cikkei a Népsportban, a Képes Sportban, a Turista Magazinban és a Hegymászó című lapokban jelentek meg.

## Emlékezete
- A Pakisztáni Turisztikai Minisztérium beleegyezésével a Banai és Ozsváth által közösen megmászott csúcsot Attila-csúcsnak nevezték el.

## Mászásai
1976
- Petit Dru, Nyugati-Alpok
- Hemming-Robbins út,
- Mont Blanc,
- Grandes Jorasses északi fal (1. magyar átmászás), Nyugati-Alpok
- Dzsajlik Monarc út (Kaukázus),
- Szabad Spanyolország északi fal (Pireneusok).

1980
- Pik Korzsenyevszkoj (7105 m), Pamír
- Kommunizmus–csúcs (7300 m, Pamír),
- Monte Civetta, Dolomitok
- Punta Civetta,
- Civetta-csoport.

1982
- Kommunizmus-csúcs
- Pik Korzsenyevszkoj

1983
- Satopanth (7075 m, kísérlet).

1985
- Spitzbergák É-D irányú átsízés.

1986
- Huandok (6490 m)

1987
- Sisha Pangma, (Tibet, Himalája, 8013 m – 1. magyar 8000 méteren felüli mászással).

1989
- Kedarnath Dome (6803 m),
- Bonatti-pillér (Alpok).

1991
- Thalay Sagar (6904 m, Ganhwal Himalája),
- Monte Civetta (északkeleti fal, Civetta-csoport, Dolomitok).